# Auwald

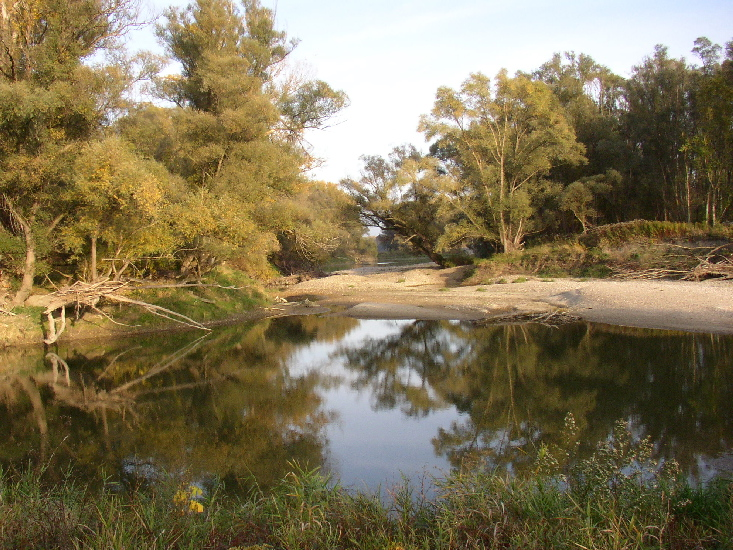
Nationalpark Donau-Auen bei Schönau an der Donau

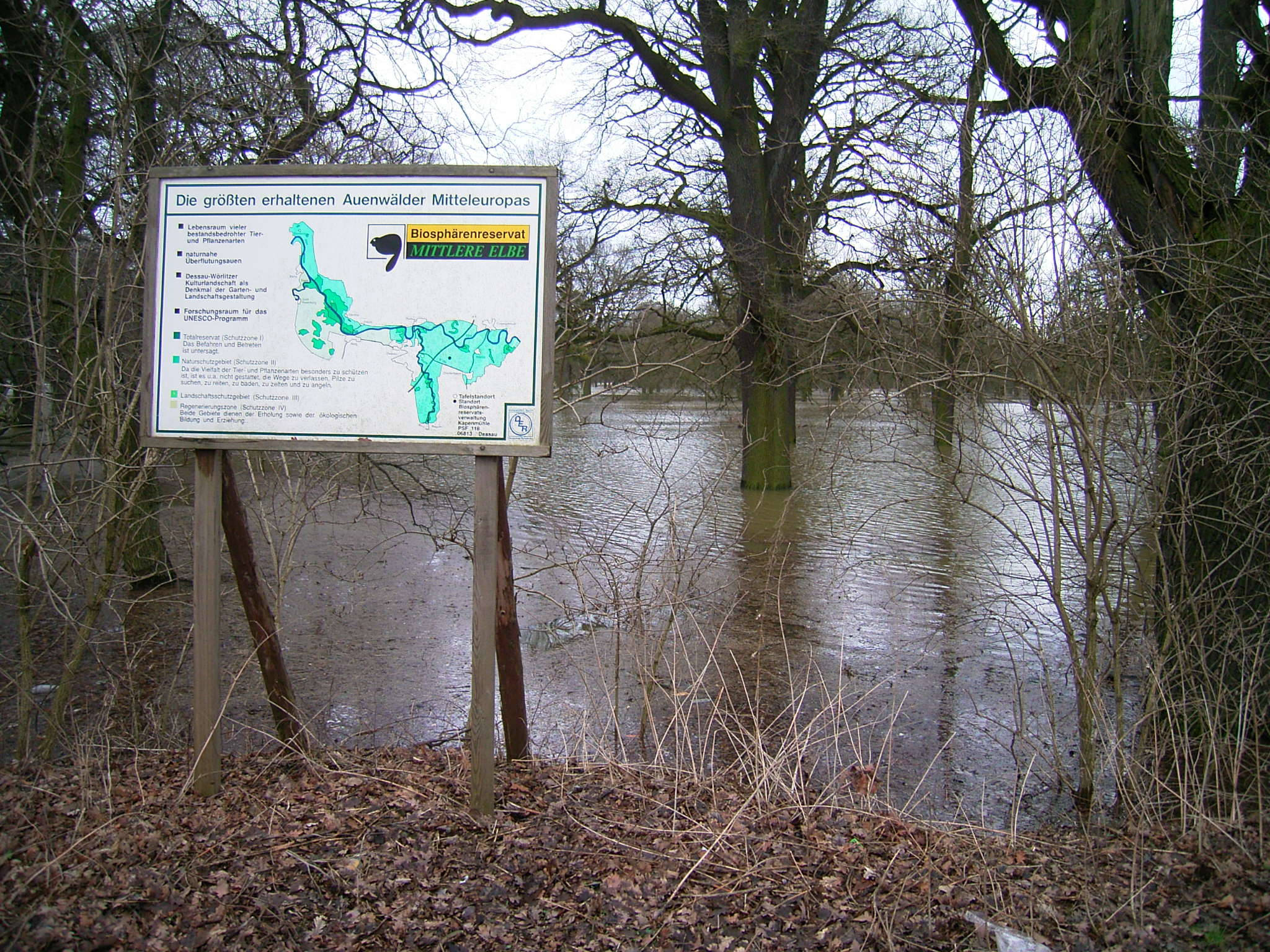
Auwald im Hochwasser (Biosphärenreservat Mittelelbe)

Auwald bezeichnet eine natürliche Pflanzengesellschaft entlang von Bächen und Flüssen (siehe auch Flussaue). Auwälder sind azonale Waldgesellschaften, die von Überschwemmungen und hohen Grundwasserpegeln stark beeinflusst werden. Damit lässt sich Auwald abgrenzen von permanent nassem, sumpfigem Bruchwald sowie vom zuweilen trockenfallenden Sumpfwald.
Auwälder kommen weltweit in allen waldfähigen Klimaten vor. Durch den stetigen Wechsel der prägenden Umweltfaktoren bergen sie eine große Zahl ökologischer Nischen auf engstem Raum, sodass ihre biologische Vielfalt in der Regel wesentlich größer ist als in den benachbarten terrestrischen Biotopen beziehungsweise in der Vegetationszone, in der sie liegen. In Mitteleuropa, wo sie von Natur aus etwa 5 % der Landfläche einnehmen, sind sie oftmals die letzten Rückzugsräume für bedrohte Arten. Die Wuchsbedingungen in Auwäldern sind aufgrund des permanenten Wasserangebotes besser als in anderen Lebensräumen (siehe auch „Optimalprinzip“ der Vegetation). In Auen der kühlgemäßigten Breiten ist dies bereits an den Strukturmerkmalen zu erkennen, die an Regenwälder erinnern: Sie zeigen mit ihrem eng verzahnten Mosaik aus Gewässern, Sümpfen und saisonalen Überflutungszonen eine hohe Biomasseproduktivität, weisen viele lianenähnliche Kletterpflanzen (etwa Gewöhnliche Waldrebe und Efeu) auf und einige Baumarten bilden Stützwurzeln (Flatterulme und Schwarzpappel mit Brettwurzeln; Schwarzerle und Silberweide mit Stelzwurzeln) oder ragen als 30 bis zu 40 m hohe einzelne Emergenten über das eigentliche Kronendach des Waldes (zum Beispiel Esche, Stieleiche, Flatterulme).

## Beschreibung des Biotops
Ist der Standort häufig oder lang andauernd, hoch, und meist schnell durchströmt (100 bis 200 Tage im Jahr), bildet sich eine Weichholzaue. Bei kürzeren oder selteneren Überflutungen mit geringer Fließgeschwindigkeit in größerer Entfernung zur Strommitte bildet sich eine Hartholzaue. Ausgedehnte Hartholzauen sind daher nur in den größeren Flusstälern anzutreffen. Bei seltenen und unregelmäßigen Überschwemmungen finden sich Waldtypen, die auch außerhalb der Aue vorkommen, häufig zum Beispiel Eichen-Hainbuchenwald. Durch die Staunässeempfindlichkeit der Buche fehlen die sonst in Mitteleuropa vorherrschenden Rotbuchenwälder (allerdings können nach Ellenberg ausnahmsweise doch auch buchenreiche Auwälder vorkommen, wenn das Bodensubstrat sandig und die Überschwemmungshäufigkeit nicht zu hoch ist; in diesem Fall sinkt der Grundwasserspiegel nach dem Hochwasser sehr schnell wieder ab. Solche Wälder sollen z. B. an der Ems vorkommen).
An Bächen und kleinen Flüssen mit meist schmalen Auen und kürzer andauernder Überschwemmung finden sich stattdessen bis zur Wasserlinie reichende bachbegleitende Erlen-Eschen-Wälder, in tieferen Lagen mit Schwarz-Erle, in den Alpen und den höheren Mittelgebirgen ersetzt durch die Grauerle (Floristisch stehen diese Erlen-Eschen-Wälder den Hartholzauenwäldern nahe).
Aufgrund des kleinflächigen Mosaiks unterschiedlicher Standortverhältnisse zählen Auwälder zu den artenreichsten und vitalsten Lebensräumen Europas. Durch die Bevorzugung der Flussauen als Siedlungsraum sind naturnahe Auwälder in Mitteleuropa nahezu verschwunden. Sie sind europaweit nach FFH-Richtlinie, Anhang I, geschützt: „Auen-Wälder mit Alnus glutinosa und Fraxinus excelsior (Alno-Padion, Alnion incanae, Salicion albae) Code 91E0“; „Hartholzauewälder mit Quercus robur, Ulmus laevis, Ulmus minor, Fraxinus excelsior oder Fraxinus angustifolia (Ulmenion minoris) Code 91F0“. Der erstgenannte Lebensraumtyp ist zudem prioritär geschützt. Die Mitgliedsstaaten sind nach der Richtlinie verpflichtet, zur Erhaltung dieser Lebensraumtypen ein Netz von Schutzgebieten ausreichender Größe einzurichten, dieses hat den Namen Natura 2000 erhalten. Nach Bundesnaturschutzgesetz gehören Auwälder zu den Biotoptypen, die nach §30 gesetzlich geschützt sind (als „natürliche oder naturnahe Bereiche fließender und stehender Binnengewässer einschließlich ihrer Ufer und der dazugehörigen uferbegleitenden natürlichen oder naturnahen Vegetation sowie ihrer natürlichen oder naturnahen Verlandungsbereiche, Altarme und regelmäßig überschwemmten Bereiche“).

## Zonierungen und Ausprägungen

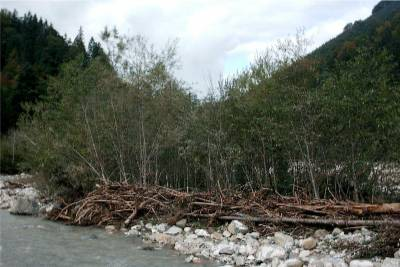
Alpiner Bachauwald mit Grauerle und Weiden, am Halblech (Ostallgäu)

Auwälder werden durch die Dynamik des fließenden Wassers geprägt. Längs des Flusses beeinflusst die Strömungsgeschwindigkeit, quer zur Fließrichtung auch die Höhe und Dauer des Hochwassers maßgeblich die Vegetation. Bedeutsam ist auch, ob die Hochwasser besonders im Frühjahr (bei Tieflands- und Mittelgebirgsflüssen) oder im Sommer (bei den Alpenflüssen) auftreten. Es werden fünf Zonen der flussparallelen Wälder unterschieden: Quelllauf, Oberlauf, Mittellauf, Unterlauf, Mündungslauf. Die Oberläufe sind im Gebirge, im Mittelgebirge und im Tiefland sehr unterschiedlich ausgeprägt.
Neben dieser Längsgliederung in Flussabschnitte ist eine mehr oder weniger ausgeprägte Quergliederung erkennbar, eine Stufenreihe der Formationen ausgehend von der Flussmitte bis zum Rand der Aue. Vor allem in Mittel- und Unterlauf sind diese zu erkennen. Die typischen Merkmale für den Auwald sind die Flüsse mit Sedimentablagerung (in Reihenfolge: Kies-Sand-Ton). Das spiegelt die Fließgeschwindigkeit des Wassers und die dadurch unterschiedliche Transportkraft für Sedimente wider. Die umfangreichen Kies- und Schotterkörper der mitteleuropäischen Flussauen sind in den Eiszeiten entstanden. Nur in direkter Flussnähe ist die Fließgeschwindigkeit hoch genug, dass diese auch heute umgelagert und der Kies durch Erosion freigelegt wird. Etwas weiter entfernt vom Gewässer lagern sich bei geringeren Fließgeschwindigkeiten Sandbänke ab. In 5 bis 10 Metern Entfernung wird die Strömung durch die Vegetation bereits stark abgebremst, hier überwiegt (stark toniger) Aue-Lehm. Auwälder verringern die Fließgeschwindigkeit und beeinflussen die Morphologie des Gewässers. Beim Auwald können verschiedene Sukzessionsstadien nebeneinander auftreten.

### Längsgliederung

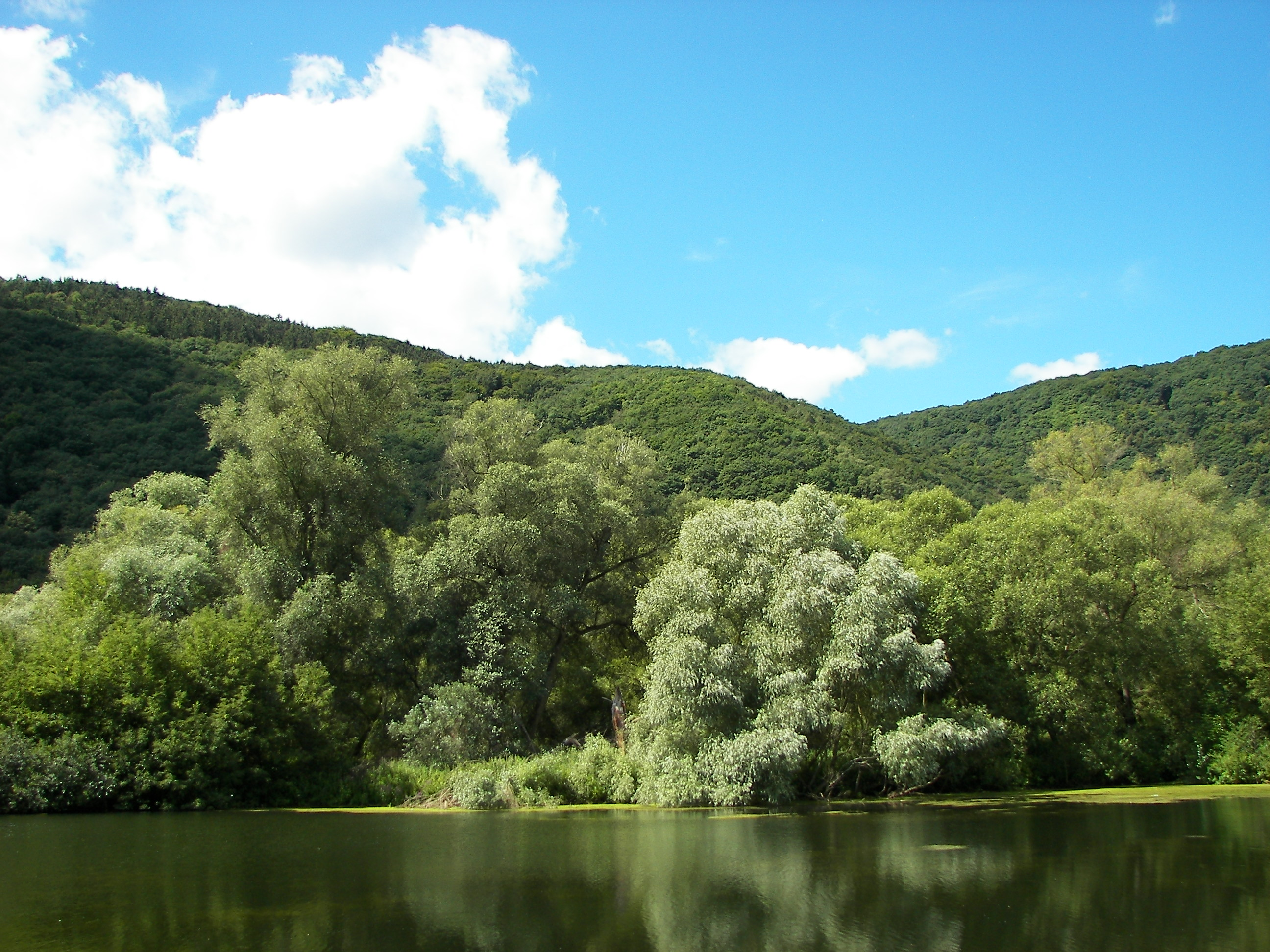
Auenwald am Mittelrhein bei Bingen

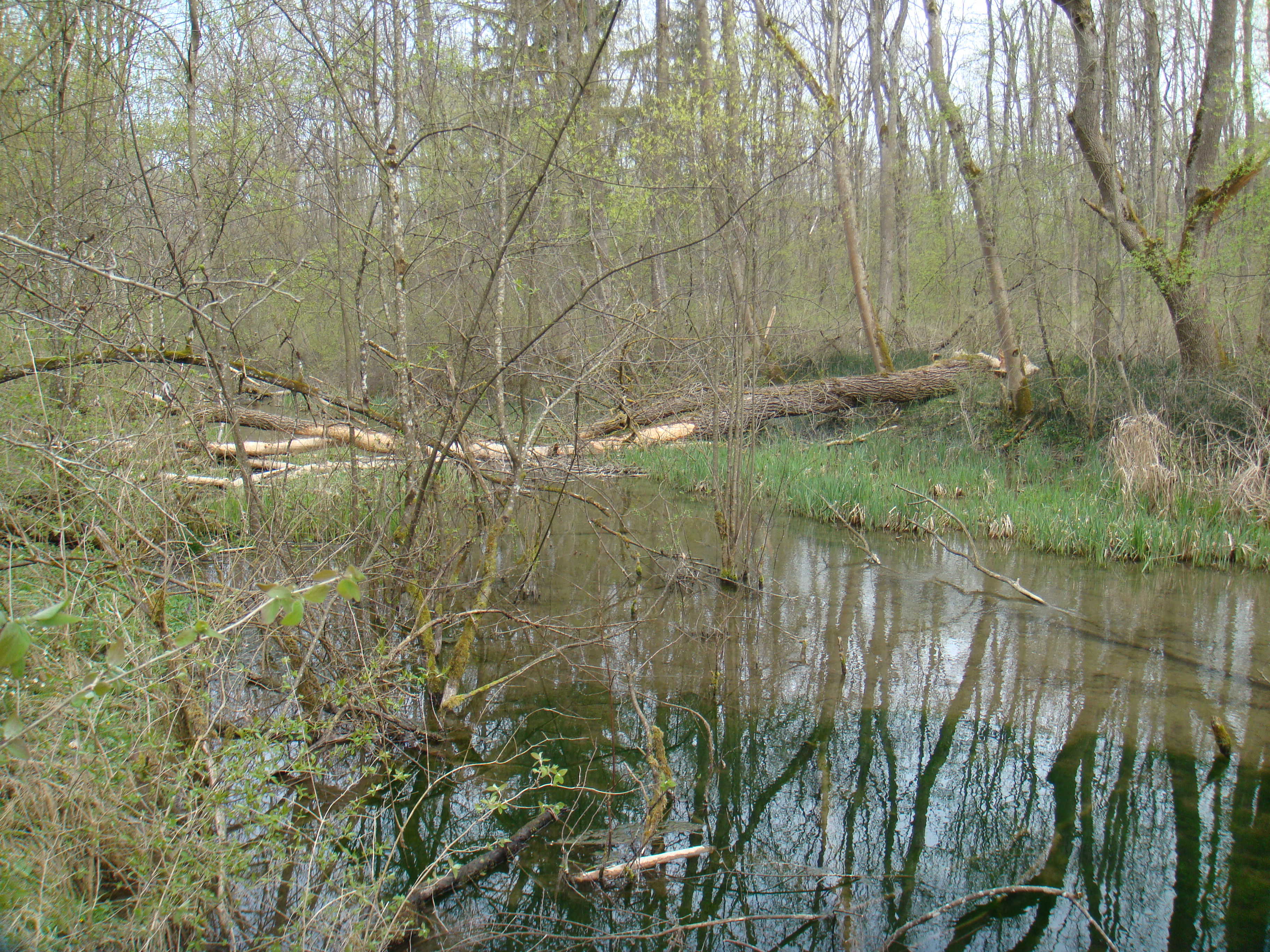
Auenwald bei Illertissen / Au an der Iller bei Flusskilometer 20

Am Quelllauf im Gebirge überwiegen wegen der hohen Dynamik vegetationsfreie Schotterbänke. Neben Weiden (Salix-Arten) kann die Deutsche Tamariske (Myricaria germanica) manchmal niederwüchsige Gebüsche ausbilden. Die Auen der Quellen und Quellbäche in Mittelgebirge und im Tiefland sind meist so schmal, dass sich kein eigenständiger Au- oder Uferwald ausbildet. Sie werden einfach vom angrenzenden Waldbestand mit überschirmt. Besondere Arten finden sich aber in der Krautschicht. Als „Quellwälder“ bezeichnete Waldtypen flächig-sickerquelliger Vernässungen gehören zum Bruchwald.
Der Auwald ist am Oberlauf meist nur als ein schmales, flussbegleitendes Band ausgebildet. Typisch sind hier die fluss- und bachbegleitenden Erlen- und Eschenwälder. Im Gebirge ist die Grauerle hier die vorherrschende Baumart, nach ihr ist der Grauerlen-Auwald (Alnetum incanae) benannt. In tieferen Lagen wird die Grauerle von der Schwarzerle und der Esche ersetzt. Kennzeichnende Waldgesellschaft ist der Erlen-Eschenwald, das Alno-Fraxinetum (nach anderen Autoren nach der Gewöhnlichen Traubenkirsche, Prunus padus, auch Pruno-Fraxinetum genannt), daneben eine Reihe ähnlicher und nahe verwandter Gesellschaften.
Am Mittellauf nimmt die Fließgeschwindigkeit deutlich ab, die Sedimentation nährstoffreichen Feinmaterials (Auenlehms) überwiegt. Außer der Vegetation der Kiesbänke bilden sich nun Weichholz- und Hartholzauen aus.
Eine deutliche Abnahme des Gefälles und zunehmende Mäander kennzeichnen die Situation am Unterlauf des Flusslaufes. Die Fließgeschwindigkeit sinkt, folglich sinken auch kleinste Schwebteilchen (Tone und Schluffe) nieder. Durch periodische oder zeitweise Überschwemmungen entstehen, abhängig vom Ausgangsgestein oder -substrat, sehr nährstoffreiche Böden. Charakteristischer Bodentyp ist der Braune Auenboden oder Vega, an Alpenflüssen häufiger Schwarzer Auenboden oder Tschernitza. Weichholzaue und Hartholzaue sind hier im Naturzustand häufig in einem großflächigen Mosaik aus Altarmen, Brüchen und Uferzonen vorhanden.
Am Mündungslauf ist die Vegetationsentwicklung davon abhängig, ob die Gezeiten den Wasserstand mit beeinflussen. Ist dies, wie bei den meisten mitteleuropäischen Flüssen der Fall, bilden sich gewässernah besondere Röhrichte aus. Diese salzbeeinflussten Standorte sind also von Natur aus meist waldfrei. In etwas höher gelegenen Randbereichen der Aue werden die Tide-Röhrichte weiterhin vom Hartholzauenwald begleitet.
Der Salzgehalt der Tide stellt einen begrenzenden Faktor dar. Beispiel für einen Tideauwald ist das Naturschutzgebiet Heuckenlock in Hamburg-Wilhelmsburg.

### Quergliederung

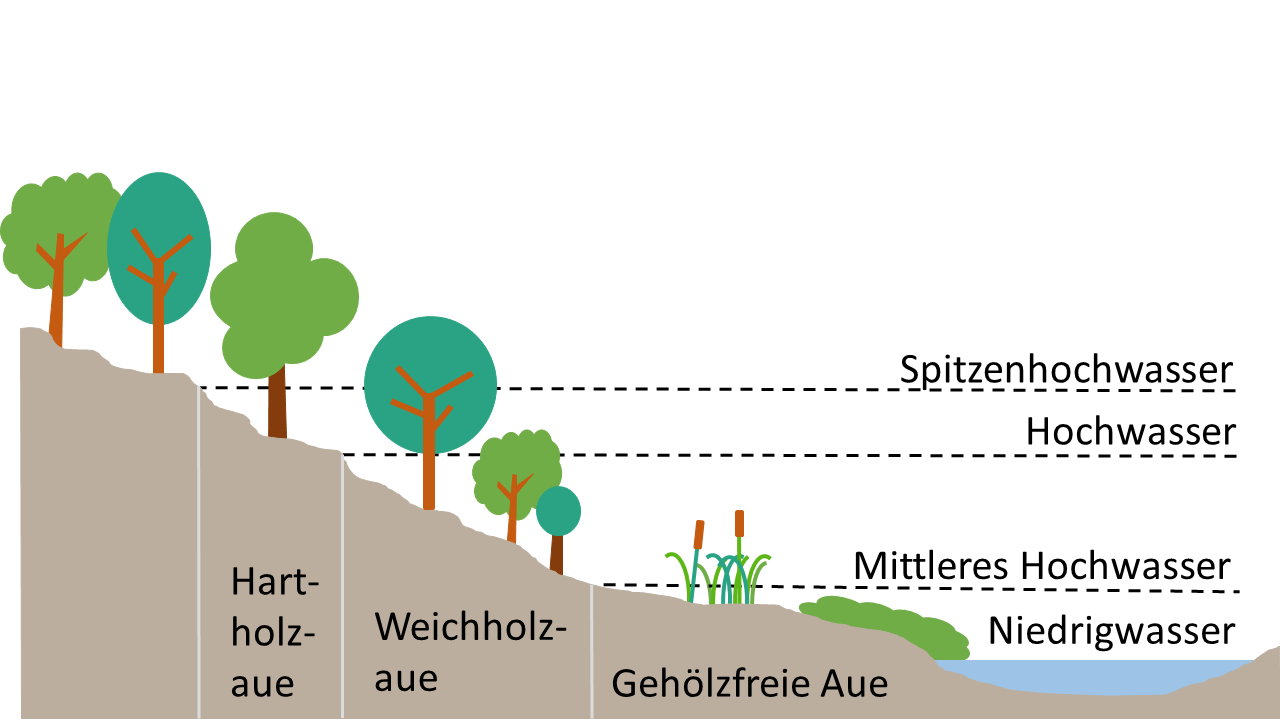
Schematische Darstellung der Zusammenhänge von Wasserstand und Auenwaldart.

Die Stufenreihe im Mittel- und Unterlauf folgt idealtypisch diesem Aufbau:
- Flussbett
- Amphibischer Uferbereich (Sand- und Schotterbänke) mit Kiesbettvegetation (im Mittellauf mit alpinen Schwemmlingen) und Pioniergesellschaften (Deutsche Tamariske, Pionierweiden)
- Flussröhricht und Saumgesellschaften in feinsandigen Bereichen (oder Flutmulden) (Leitelement kleiner Rohrkolben)
- Weichholzaue (Weidengebüsch)
- Hartholzaue (Au(en)wald)
- hochwasserfreier Bereich: oft (eiszeitliche) Schotterterrassen

Im Unterlauf mosaikartig eingelagert: Altarme (abgeschnittene Mäanderschlingen und Nebengerinne), umgewandelt zu Augewässern verschiedenen Typs; meist nur in den tiefsten Lagen Bruchwälder (z. B. March) 
Der typische Auwald der Mittelläufe ist der Grauerlenwald, der eine periodische Überschwemmung erfordert (zumindest 1× pro 10 Jahre). Die Wurzel der Grauerlen haben die meiste Zeit direkten Kontakt zum flussbegleitenden Grundwasser. Typisch für Auen der Mittelläufe ist der Aulehm. Zu den Auwäldern gehören vor allem im Voralpenbereich natürlicherweise sogar Wälder, die ausgesprochen bodentrocken sind, wenn die Aue überwiegend aus kiesigem oder sandigem Material aufgebaut ist. Das liegt daran, dass bei Niedrigwasser der Grundwasserspiegel im Kiesboden (der immer in Höhe des Flusswasserspiegels liegt) so stark absinken kann, dass das Wasser für die Wurzeln vieler Pflanzen kaum noch erreichbar ist. Vor allem in den Auen der aus den Alpen kommenden Flüsse in Bayern (Lech!) oder auf schotterreichen obersten Stufen der Auen finden sich extrem bodentrockene Schneeheide-Kiefernwälder. Lokal kann der Boden so stark austrocknen, dass (halb-)natürliche Magerrasen („Brenne“ oder „Heisslände“ genannt) in den Wald eingesprengt sind.

## Anpassungen an das Wasser

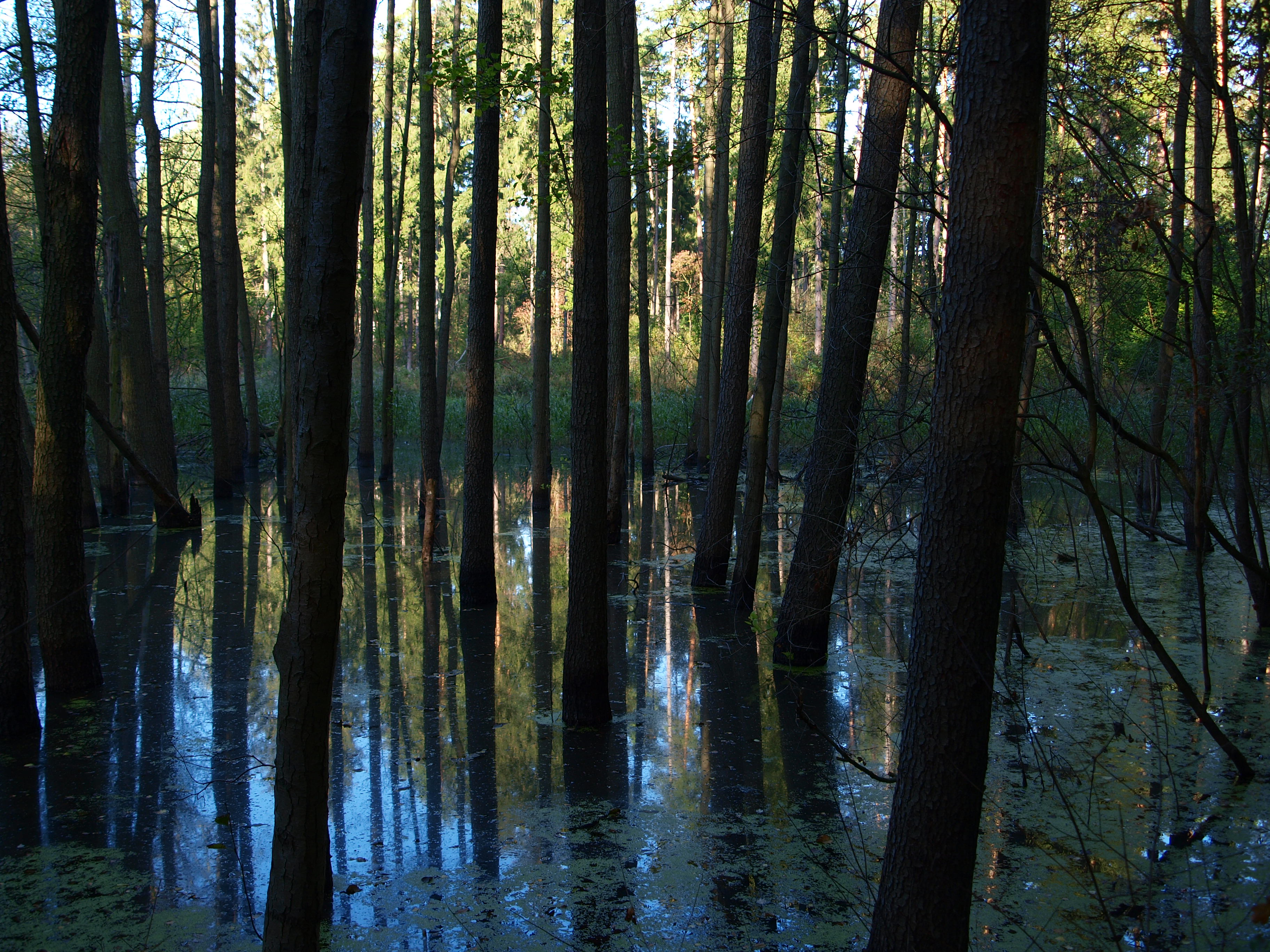
Auwald an der Oder

Die Pflanzen des Auwaldes können im Wurzelbereich besondere Anpassungen an den wechselnden Wasserstand zeigen. Die Flatterulme wechselt im Alter ihr Wurzelsystem von einer Pfahlwurzel zu einer Herzwurzel, um wahrscheinlich möglichst viel Boden oberhalb des Grundwasserspiegels zu durchwurzeln.
Auf ganzjährig wassergesättigten und nahezu sauerstofffreien Böden mit nur geringen und kurzzeitigen Hochwassern ist die Schwarz-Erle zu finden, die ihre Wurzeln über Atemöffnungen im Stamm mit Sauerstoff versorgt.
Erlen und Weiden haben in ihren Wurzeln relativ große luftgefüllte Zwischenräume zwischen den Zellen (Interzellularen), in denen Sauerstoff transportiert wird. Dieser kann oberirdisch über Korkwarzen (Lentizellen) aufgenommen werden und durch Diffusion und Thermoosmose zu den Wurzeln transportiert werden. Manche Weiden verbreiten sich bevorzugt über abgebrochene Aststücke, die anlanden und Wurzeln schlagen (z. B. Bruchweide). Auch die hohe Wachstumsgeschwindigkeit ist typisch für Bäume der Weichholzaue, da der natürliche Fluss ständig die Morphologie des Uferbereiches verändert.

## Bedeutung und Bedrohung der Auwälder
Es wurden viele Auwälder abgeholzt und zu Weideland umgewandelt. Der Wunsch, die Flussläufe zu regulieren und möglichst ganzjährig schiffbar zu machen, hat vor allem in Mitteleuropa nur noch Reste des ursprünglichen Auwaldvorkommens übrig gelassen (rund 300 km² Auwald, davon 60 km² naturnah), etwa den Leipziger Auenwald. Die häufigeren und schwereren Flusshochwasser erhalten größere öffentliche Aufmerksamkeit. Sie deuten auf eine Fehlentwicklung im Wasserbau hin (siehe Wildbachverbauung, Gewässerkorrektion). Maßnahmen, um diese Fehlentwicklung zu korrigieren, bestehen in der Renaturierung vor allem kleinerer Flussläufe und Flussabschnitte (z. B. Isar, Nationalpark Donau-Auen).